# 音声詩人
音声詩人（おんせいしじん）とは、文字の言葉による表現とは異なり、音声による表現を主にする詩人のことである。 

## 解説
日本では、1997年10月に「詩のボクシング」が始まり、「詩のボクシング」の活動の中心的役割を担った楠かつのりが、声で表現する表現者をこれまで文字で表現する表現者とを分けるために音声で表現する詩人という意味で音声詩人と名乗るようになった。